# Buke shohatto
Les buke shohatto (武家諸法度, lit. « divers points de lois pour les familles guerrières ») sont une collection d'édits, promulguée de 1615 à 1710 par le shogunat Tokugawa, afin de réglementer les pouvoirs et les activités des daimyos (gouverneurs de provinces) et de l'aristocratie guerrière samouraï. Ils étaient à la base du bakuhan taisei (système des domaines) qui mena à la fondation du shōgunat en 1603. Ces édits sont aujourd'hui considérés plus comme des codes de conduite qui expliquaient le comportement approprié d'un daimyō honorable que comme des lois qui devaient être respectées. En faisant appel à des valeurs comme la morale et l'honneur, le shōgunat réussissait à faire appliquer ces édits malgré son incapacité à les imposer directement.
Les édits sont d'abord lus devant un rassemblement de daimyōs par le shogun retiré Tokugawa Ieyasu au château de Fushimi au septième mois lunaire de l'année 1615. Ils avaient été rédigés par plusieurs érudits au service du shōgunat comme Ishin Sūden et visaient principalement à limiter les pouvoirs des daimyōs et à renforcer le contrôle du shōgunat sur le pays.
Le shōgun régnant à l'époque, Tokugawa Hidetada, le fils d'Ieyasu, promulgue officiellement les édits peu de temps après la lecture, et chaque shōgun suivant les réinstaurera officiellement en renforçant les restrictions sur les daimyōs et le contrôle du shōgunat. De génération en génération cependant, les règles se virent modifiées significativement.

## Articles promulgués en 1615
1. La classe des samouraïs devra se consacrer à des activités appropriées à son rang d'aristocratie guerrière, comme le tir à l'arc, le maniement du sabre, l'équitation et l'étude de la littérature classique.
2. Les loisirs et divertissements devront rester raisonnables, sans frais excessifs.
3. Les han (domaines de provinces) ne sont plus autorisés à accueillir des fugitifs et des hors-la-loi.
4. Les domaines devront retirer les rebelles et les meurtriers de leurs services et les expulser de leurs territoires.
5. Les daimyōs ne devront pas avoir d'interaction sociale avec les personnes des autres domaines (samouraïs comme simples citoyens).
6. Le fait de réparer les châteaux devra être signalé au shōgunat. Les travaux d'amélioration des structures et d'agrandissement sont interdits.
7. La formation de bandes pour frauder ou conspirer dans les domaines voisins devra être signalée au shōgunat dans les plus brefs délais, tout comme l'extension des défenses, des fortifications, ou des forces militaires.
8. Les mariages des daimyōs et autres personnes importantes ou liées au pouvoir sur initiative individuelle ou sans autorisation sont interdits.
9. Les daimyōs devront être présents en personne à Edo pour les services au shōgunat.
10. Les conventions sur les uniformes devront être suivies.
11. Seules certaines catégories de personnes seront autorisées à être transportées en palanquins.
12. Les samouraïs devront vivre de façon frugale dans l'enceinte des domaines.
13. Les daimyōs devront sélectionner les personnes sur leurs compétences pour servir d'administrateurs ou de bureaucrates.

L'édit de 1615 contenait le cœur de la philosophie du shōgunat sur le code de conduite des samouraïs. D'autres politiques similaires étaient imposées aux simples citoyens, rééditées et renforcées plusieurs fois au cours de l'époque Edo.
Plusieurs articles rappellent la nécessité de vivre frugalement, un concept important dans les notions confucéennes sur la bonne gouvernance. D'autres parlaient des lois somptuaires, qui imposaient à certains individus de se trouver en personne à un endroit précis.
D'autres articles furent ajoutés pour prévenir la formation d'alliances contre le shōgunat, par exemple, les articles sur les interactions sociales entre les domaines et les mariages entre les familles de daimyōs. Le shōgunat avait une grande confiance dans les fudai daimyo peu puissants, qui pouvaient être facilement punis par abolition de leurs privilèges et de leurs domaines. Cependant, il avait moins confiance dans les tozama daimyo plus puissants et n'avait pas la force pour imposer ses politiques aux domaines tozama et craignait légitimement le potentiel militaire d'une alliance entre plusieurs domaines tozama.
Les règles sur les constructions, les expansions, et les réparations des fortifications servaient également à prévenir le renforcement d'une puissance militaire qui pouvait se retourner contre le shōgunat, en référence à la politique du sankin-kōtai selon laquelle les daimyōs devaient se rendre régulièrement en personne à Edo.

## Promulgation de 1635
Les édits furent réédités en 1629, puis de nouveau en 1635, par le troisième shōgun Tokugawa Iemitsu. Bien qu'il y ait beaucoup de changements dans cette troisième promulgation, la plupart des rajouts n'étaient que de simples précisions sur les mêmes thèmes. Les daimyōs étaient interdits de querelles, de former des alliances ou des partis, et de prêter serment l'un envers l'autre. Le système du sankin-kōtai fut renforcé à cette époque et d'autres lois somptuaires furent rajoutées.
Cette année marque également la mise en œuvre de plusieurs politiques appelées kaikin (interdictions maritimes) et qui sont souvent nommées édit Sakoku de 1635. Bien que les voyages à l'étranger ne sont pas mentionnés dans la version de 1635 des buke shohatto, des politiques similaires concernant les voyages intérieurs et la religion y sont présents.
Parmi les nouvelles stipulations se trouvent les suivantes :
1. Un soin sera apporté à l'entretien des routes, des bateaux, des ponts, et des docks afin de faciliter les échanges.
2. Les barrières de péages privées sont interdites, tout comme la suppression des routes maritimes existantes.
3. Les navires pouvant transporter un chargement d'une valeur supérieure à 500 koku sont interdits à la construction[1].
4. Les terres possédées par les sanctuaires shintō et des temples bouddhistes ne devront pas être éloignées.
5. Le christianisme est interdit.

## Promulgations postérieures
Les édits furent réédités par chaque shōgun successif. Le style des promulgations de Tokugawa Ietsuna, Tokugawa Tsunayoshi et Tokugawa Ienobu, respectivement en 1663, 1683 et 1710, fut très différent, mais avec assez peu de changements sur le fond. Les nouvelles stipulations interdisaient la pratique du junshi (suicide rituel après la mort du seigneur), des abus de pouvoir, des pots-de-vin et réglementait la succession des daimyōs dans un clan ou un domaine.
Les sept shōguns suivants rééditèrent les buke shohatto dans leur forme de 1683 avec seulement une petite différence de style. Bien qu'ils furent promulgués en même temps que les shoshi hatto (lois pour les samouraïs), ceux-ci étaient largement obsolètes après 1683 et furent absorbés dans les interdictions générales (kinrei-ko) du shōgunat.